# Temù

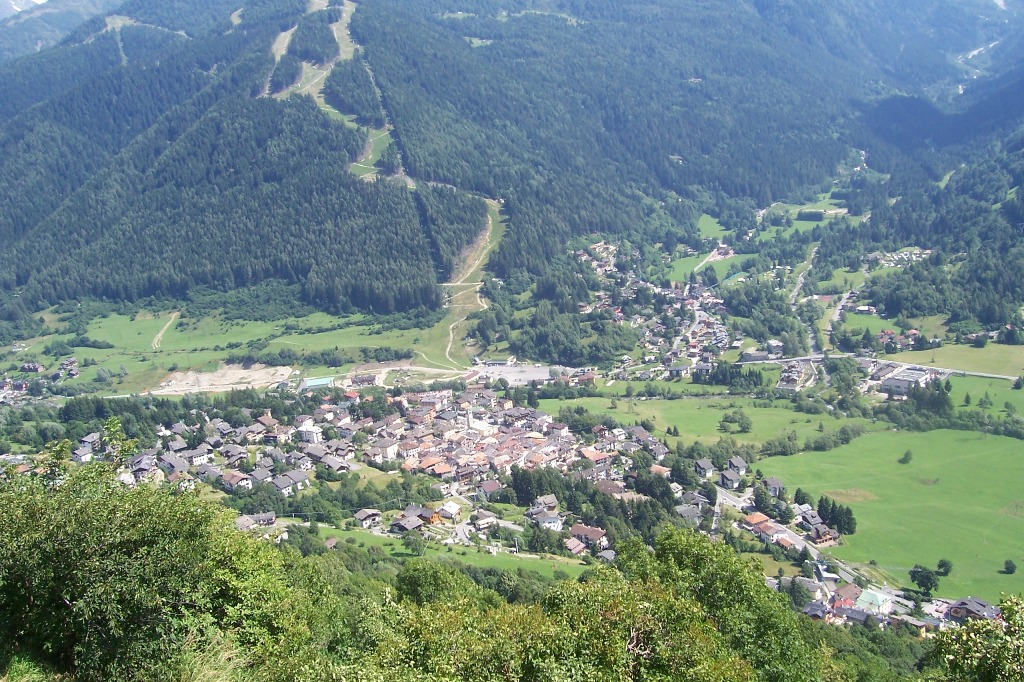
Panorama von Temù

Temù ist eine norditalienische Gemeinde (comune) mit 1141 Einwohnern (Stand 31. Dezember 2023) in der Provinz Brescia in der Lombardei. Die Gemeinde liegt etwa 81,5 Kilometer nordnordöstlich von Brescia im Valcamonica am Oglio.

## Geschichte
Die historische Gemeinde Dalaunia wird 774 in einem Dokument Karls des Großen als Dalanias erwähnt.

## Verkehr
Durch die Gemeinde führt die Strada Statale 42 del Tonale e della Mendola von Treviglio nach Bozen.